# Schynige Platte

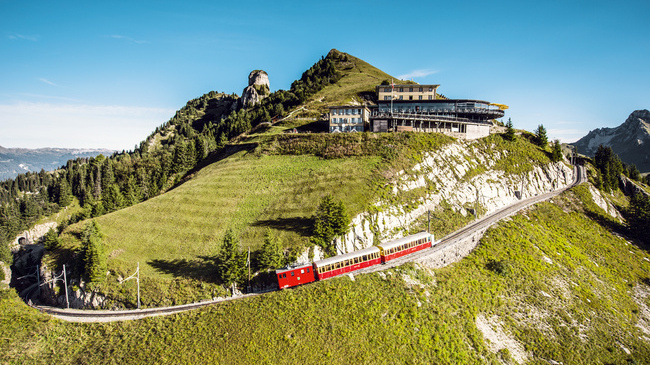
Schynige Platte: die «scheinende Platte» aus Schiefer zwischen Bergbahn und Restaurant/Hotel. Links vom Gipfel der Kletterfelsen Gumihorn, weiter links der Aussichtsberg Tuba (Daube)

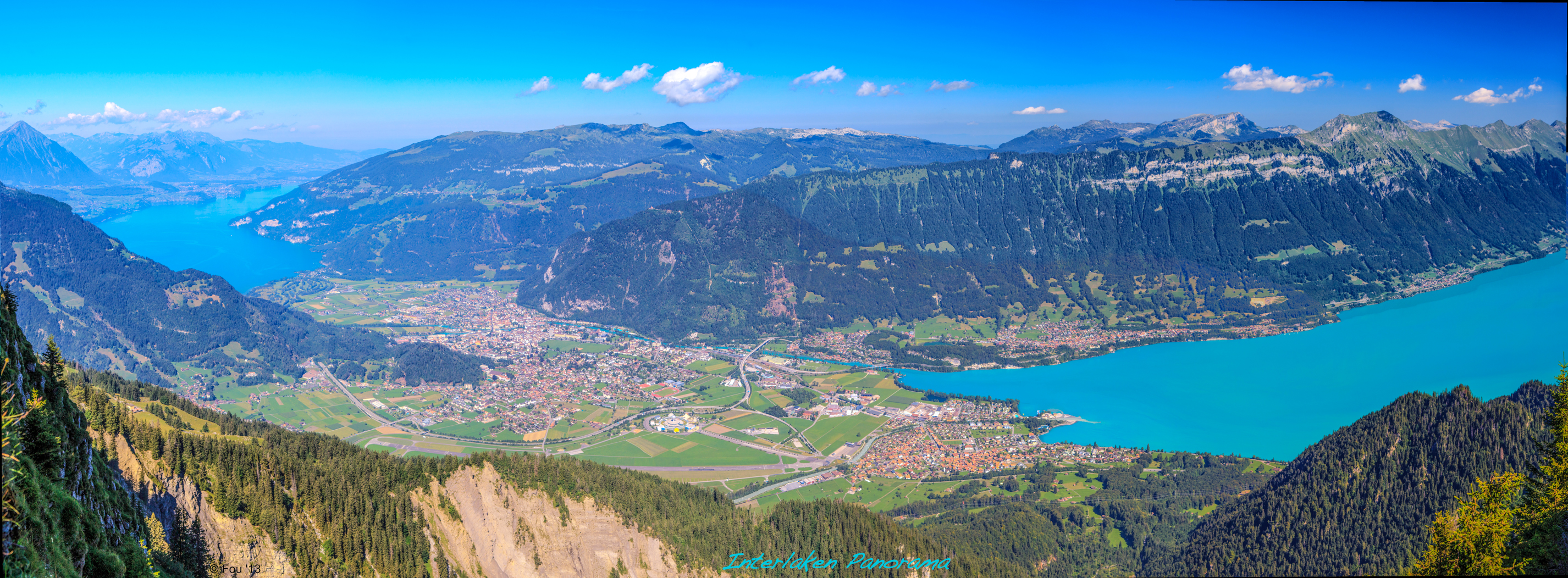
Aussicht von der Schynigen Platte auf den Thunersee (links), das Bödeli (Mitte) und den Brienzersee (rechts)

Die Schynige Platte ([ˈʃiniɡə ˈplatə]; hochdeutsch: ‹scheinende Platte›) ist ein an einer Bergflanke im Berner Oberland nahe Interlaken gelegenes Gebiet im Umkreis einer Felswand aus Schiefer. Diese Felswand ist besonders in feuchtem Zustand wie bei Regen intensiv lichtreflektierend und wirkt als leuchtende (scheinende) Platte.
Es handelt sich um die rechte Flanke des genannten Bergrückens, der ausgehend von der Schynigen Platte in etwa parallel zum Südostufer des Brienzersees nach Nordosten verläuft. Vom Grat aus ist links der Brienzersee und rechts das von Grindelwald kommende Tal der Schwarzen Lütschine und dahinter das Berg-Panorama Eiger, Mönch und Jungfrau sichtbar.
Direkt über der Schiefer-Felswand befindet sich ein Bergrestaurant und -hotel, und direkt unter ihr fährt die Schynige Platte-Zahnradbahn vorbei zur nahen Bergstation (Höhe 1967 m). An der Station beginnen mehrere Wanderwege, darunter Rundwanderwege zum Kletterfelsen  Gumihorn (Höhe 2099 m), zum Bergrücken Tuba (oder Daube, Höhe 2076 m) und zum Oberberghorn (Höhe 2069 m), das über eine fest angebrachte Holztreppe bestiegen werden kann. Ein Höhenweg führt über das Faulhorn zum First bei Grindelwald.
Eine besondere Sehenswürdigkeit ist der botanische Alpengarten mit mehreren hundert verschiedenen Pflanzenarten in ihren natürlichen Pflanzengesellschaften nahe der Bergstation.
Der Rücken bei der Schynigen Platte ist Teil der Grenze zwischen den Gemeinden Gsteigwiler und Gündlischwand.